# فرس البحر الرفيع
فرس البحر الرفيع (الاسم العلمي: Hippocampus angustus) (بالإنجليزية: Narrow-bellied seahorse)‏ هو نوع من الأسماك يتبع جنس فرس البحر من فصيلة زمارات البحر.